# أبرشية بعلبك - دير الأحمر الكاثوليكية المارونية
أبرشية بعلبك دير الأحمر المارونية هي أبرشية الكنيسة المارونية في دير الأحمر في لبنان، في 2012 كان هناك 45000 تعميد. يحكمها حاليًا المطران حنا رحمة، والرهبانية اللبنانية المارونية.

## الإقليم والإحصاءات
تشمل الأبرشية مدن بعلبك وهيرمل ومقرها الأبرشي دير الأحمر حيث تقع كاتدرائية القديس جورج. تغطي أراضي الأبرشية 27 بالمائة من مساحة لبنان،  وتواجه الشرق والشمال من الحدود اللبنانية السورية، ومن الغرب تمتد إلى الجبال المرتفعة وفي الجنوب تنضم إلى زحلة، التي تأسست عام 1990.
تنقسم أراضيها إلى 34 أبرشية وفي عام 2012 كان هناك 45000 كاثوليكي ماروني.

## التاريخ
يمكن تتبع وجود الكنائس المسيحية في مدينة بعلبك حتى عام 96، عندما يُذكر أسقفها المسيحي الأول. كان على الإمبراطور قسطنطين الكبير (حوالي 288-337) بناء كنيسة كبيرة وبدأت أعمال التنقيب عن بقاياها في عام 1933، وتعتبر الأبرشية المارونية في بعلبك حديثة نسبيا، حيث أن الأسقف الأول المعروف هو جبرائيل الأول مبارك المذكور حوالي عام 1671. ومثل جميع المقاعد المارونية تم تأكيد تشييده الكنسي في المجمع الماروني لجبل لبنان في عام 1736.
في الرابع من آب / أغسطس 1977 اتحدت مع الأبرشية الكاثوليكية المارونية في زحلة، وفي 9 يونيو 1990 تم فصل الأبرشيتين وفي نفس الوقت حملت أبرشية بعلبك اسمها الحالي، وكان أول أبرش منتخب في 5 أغسطس 1990 هو فيليب بطرس شبايا.

## رؤساء أساقفة بعلبك
- غابرييل مبارك (حوالي 1671 - 1732 متوفى)
- الزرنيخ (المذكور في 1757)
- غابرييل مبارك الثاني (1763 - 28 يوليو 1788 المتوفى)
- بيتر مبارك (1788 - 17 نوفمبر 1807 المتوفى)
- أنتوني خازن (1808 - 18 فبراير 1858 متوفى)
- يوحنا بيتر الحاج (15 أغسطس 1861 - 23 يونيو 1890 أكد بطريرك أنطاكية الماروني )
- جون مراد (12 يونيو 1892 - 1 مايو 1937 المتوفى)
- إلياس ريشا (10 أكتوبر 1937 - 24 أغسطس 1953 المتوفى)
- عبد الله نجيم (4 أبريل 1954 - 12 نوفمبر 1966 استقال)
- شكرالله حرب (15 مارس 1967 - 4 أغسطس 1977 عين أبرش جونيه)

## رؤساء أساقفة بعلبك وزحلة
- جورج سكاندر، (4 أغسطس 1977 - 9 يونيو 1990 عين أبرش زحلة)

## رؤساء أساقفة بعلبك - دير الاحمر
- فيليب بطرس شبايا، (تم سحب 9 يونيو 1990 - 10 يونيو 1995)
- بول منجد الهاشم، (10 يونيو 1995 - 27 أغسطس 2005 عين رئيس أساقفة دارني)
- سيمون عطا الله، OAM، (24 سبتمبر 2005 - 14 مارس 2015 سحبت)
- حنا رحمة، OLM،(منذ 20 يونيو 2015)

## روابط خارجية
- http://www.catholic-hierarchy.org/diocese/dbdea.html
- http://www.gcatholic.org/dioceses/diocese/baal1.htm